# Luis Rojas
Luis José Esteban Rojas Zamora (ur. 6 marca 2002 w San Bernardo) – chilijski piłkarz występujący na pozycji ofensywnego pomocnika lub skrzydłowego, od 2025 roku zawodnik słowackiego AS Trenčín.
Jest synem Luisa Rojasa i bratem Silvio Rojasa, również piłkarzy.